# Zerafia drymonides
Zerafia drymonides är en fjärilsart som beskrevs av Embrik Strand 1914. Zerafia drymonides ingår i släktet Zerafia och familjen tandspinnare. Inga underarter finns listade i Catalogue of Life.